# Игиди

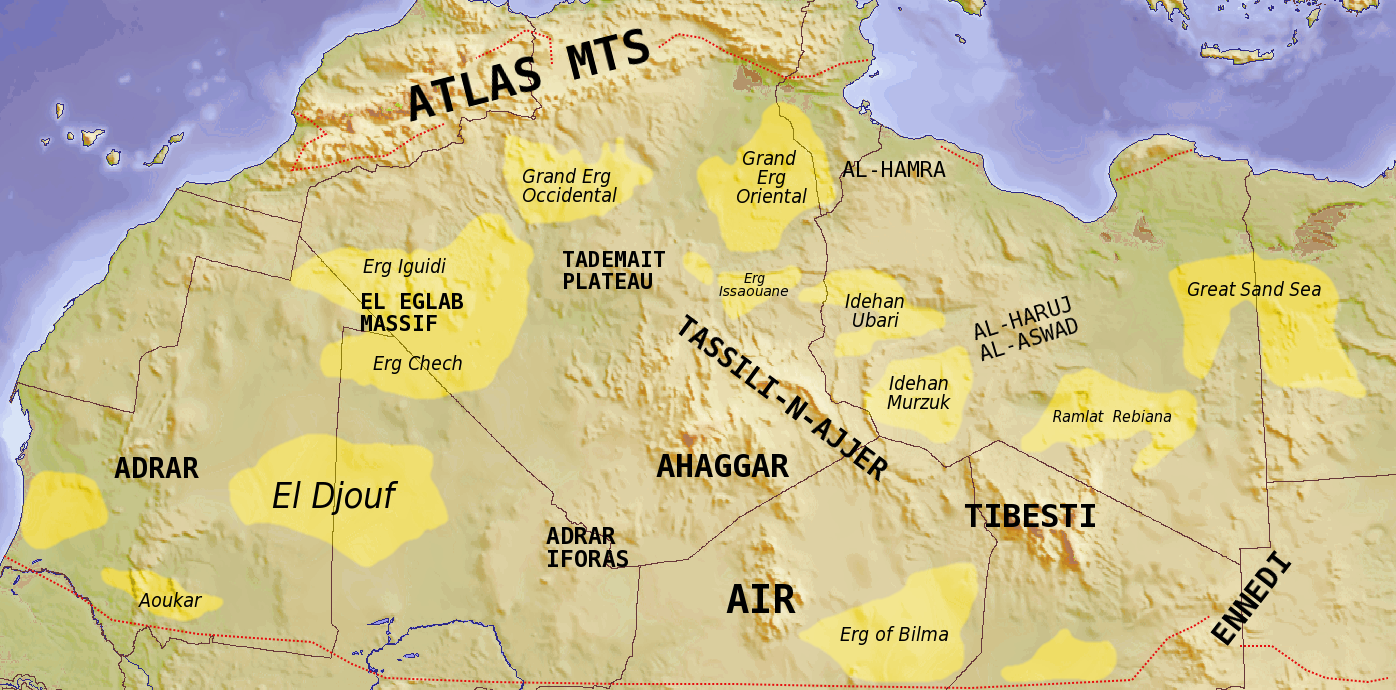
Основные песчаные массивы Сахары.

Иги́ди, Эргиги́ди (англ. Erg Igidi) — песчаная пустыня на западе Сахары, на территории Алжира и Мавритании. Расположена между плато Драа на северо-западе и Эль-Эглаб на юго-востоке.
Скопления песков на равнине образуют узкие дюны восточного и северо-восточного простирания, лежащие на кристаллическом основании. Длина полосы дюн — около 400 км, ширина — 50—100 км. Закреплены растительностью (эфемеры, злаки и кустарники). Характерны иссушающие ветры (харматан). Грунтовые воды особенно обильны у северо-восточной окраины Игиди, где имеется много оазисов. Летом пустыня используется в качестве пастбища.